# Cuerden
Cuerden is een civil parish in het bestuurlijke gebied Chorley, in het Engelse graafschap Lancashire met 77 inwoners.